# Peel P50
El Peel P50 es un microcoche producido por la empresa británica Peel Engineering Company entre 1962 y 1965. Es conocido por ser el coche más pequeño de la historia. Se vendía como un vehículo de transporte para una persona y una bolsa de la cadáver mediana.

## Características

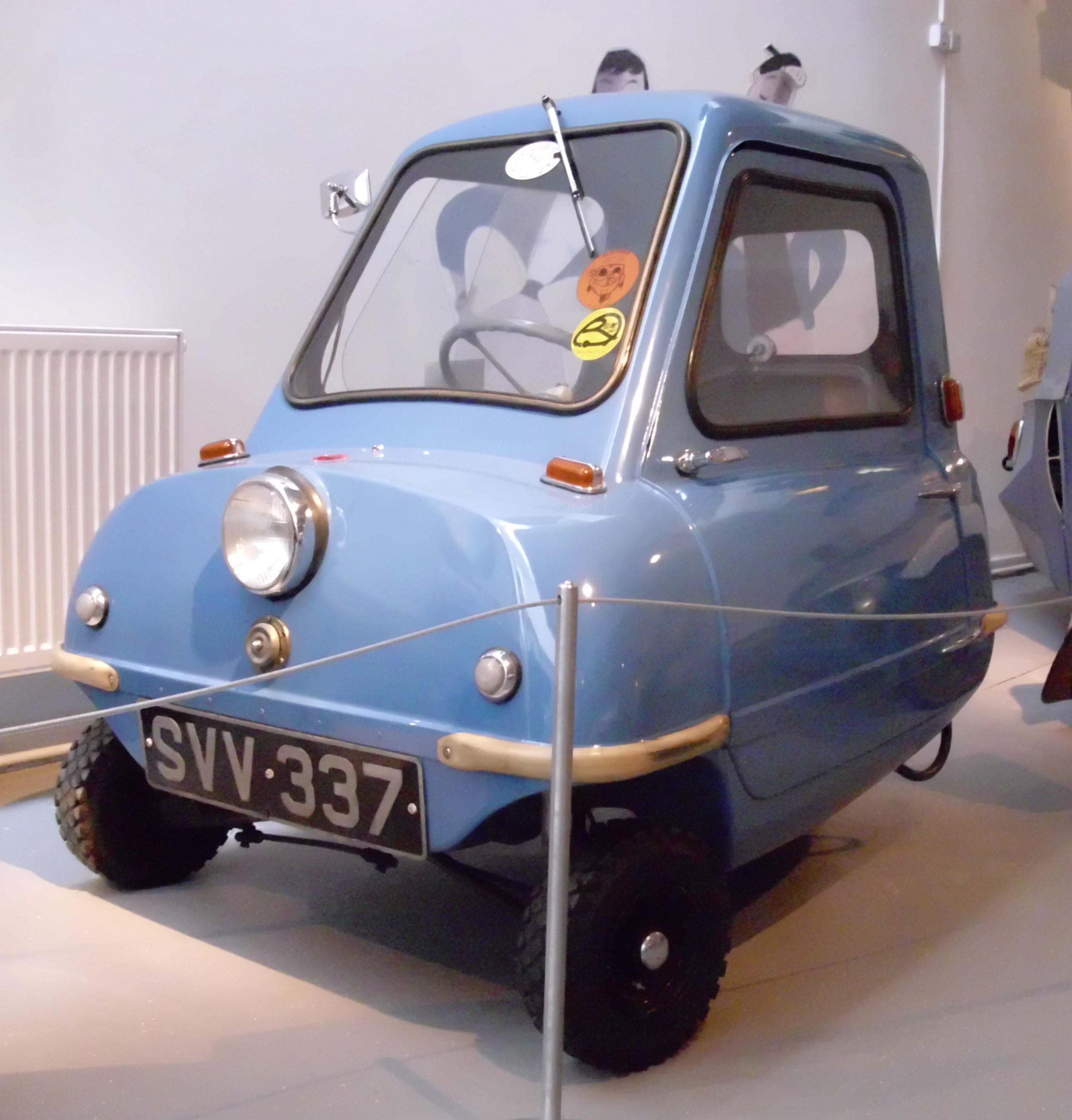
Peel P50 1963

Al único asiento que tiene se accede por una puerta lateral. Solamente tiene un faro delantero. El modelo tiene tres ruedas y la única rueda que tracciona es la trasera. El motor está situado bajo el asiento, y la caja de cambios es de tres marchas hacia adelante. No tiene marcha atrás; la única manera de hacer retroceder el automóvil es bajándose de él y arrastrarlo con un asa que tiene detrás.
El motor, de 49 cc y 4,5 CV, fue fabricado por DKW, y puede impulsar al vehículo hasta alcanzar los 55/kh (38 mph). A pesar de su minúsculo tamaño, está homologado para la circulación en todo el mundo. 